# Секс, дрога, насиље и страх / Балкан хорор рок
 Секс, дрога, насиље и страх / Балкан хорор рок је компилацијски албум српске рок групе Електрични оргазам објављен за ПГП РТБ 1992. године. Компилација је снимљена у Студију М у Новом Саду, а њен наставак представља албум уживо под називом Балкан хорор рок II који је објављен на компакт диск издању 1993. године.

## Листа песама

### А страна
| №  | Назив                       | Трајање |  |
| 1. | Ментално                    | 3:38    |  |
| 2. | Сад ти је тешко             | 2:30    |  |
| 3. | Мала лопта метална          | 4:45    |  |
| 4. | Ја могу још                 | 2:46    |  |
| 5. | Секс, дрога, насиље и страх | 5:14    |  |

### Б страна
| №  | Назив            | Трајање |  |
| 1. | Вуду блуз        | 3:15    |  |
| 2. | Крокодили долазе | 5:10    |  |
| 3. | Африка           | 2:05    |  |
| 4. | Ви               | 2:20    |  |
| 5. | Ша ла ла         | 5:03    |  |
| 6. | Златни папагај   | 2:00    |  |

## Учествовали на албуму
- Срђан Гојковић — гитара, вокали
- Зоран Радомировић Шваба — бас гитара
- Горан Чавајда — бубњеви
- Бранислав Петровић Банана — гитара, вокали